# Altstadt Abenberg

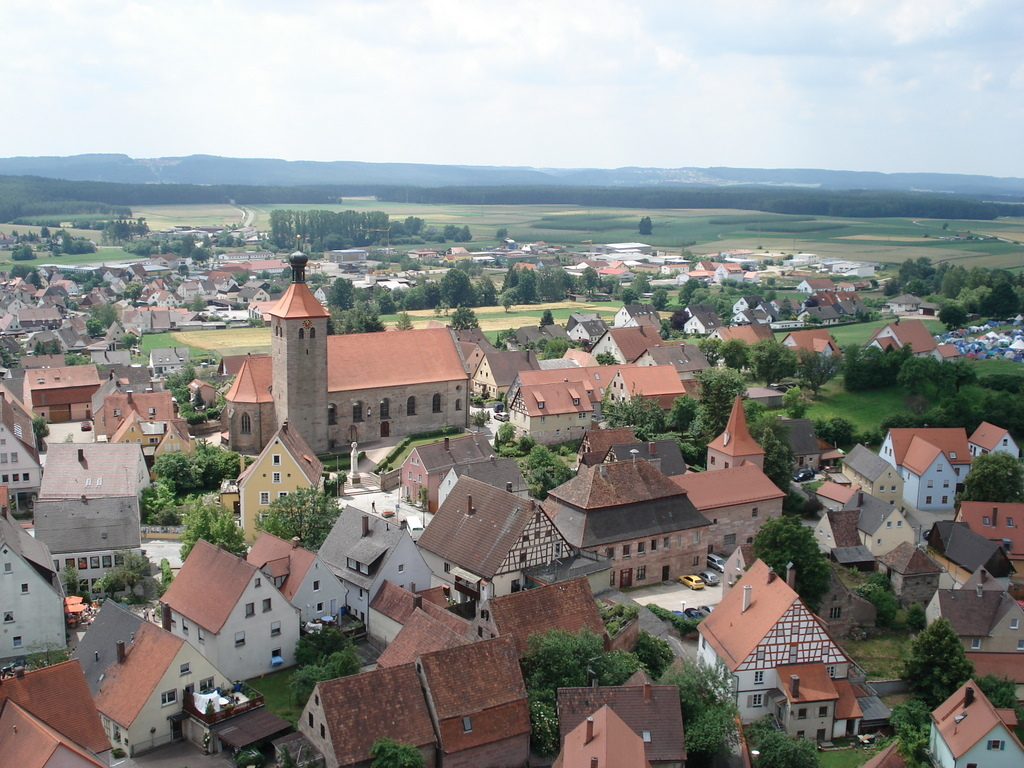
Blick auf die Altstadt von Abenberg

Die Altstadt Abenberg ist ein Bauensemble in Abenberg, einer Stadt im mittelfränkischen Landkreis Roth in Bayern.

## Geschichte
Die städtische Siedlung entstand am Fuße der im 11. Jahrhundert genannten Burg des schon 1230 ausgestorbenen Geschlechts der Grafen von Abenberg im Schnittpunkt alter Straßen. Nachdem die Burg und der Ort 1296 an das Hochstift Eichstätt gelangt waren, wurde die Siedlung unter Bischof Konrad II. (1297–1305) befestigt und mit der Ringmauer der Burg verbunden. Oberes Tor und Unteres Tor, die die Marktstraße und den Stillaplatz im Westen und Osten abschließen, veranschaulichen noch die Stadtbefestigung, die nur noch in Resten besteht. Der zwischen den Toren liegende Straßenzug ist die Achse der Stadt, die sich im westlichen Teil zum dreieckigen Stillaplatz ausweitet, dessen Nordspitze zum Burgaufgang führt und dessen Südseite sich zur Stadtpfarrkirche St. Jakobus und dem ehemaligen Friedhof öffnet. 

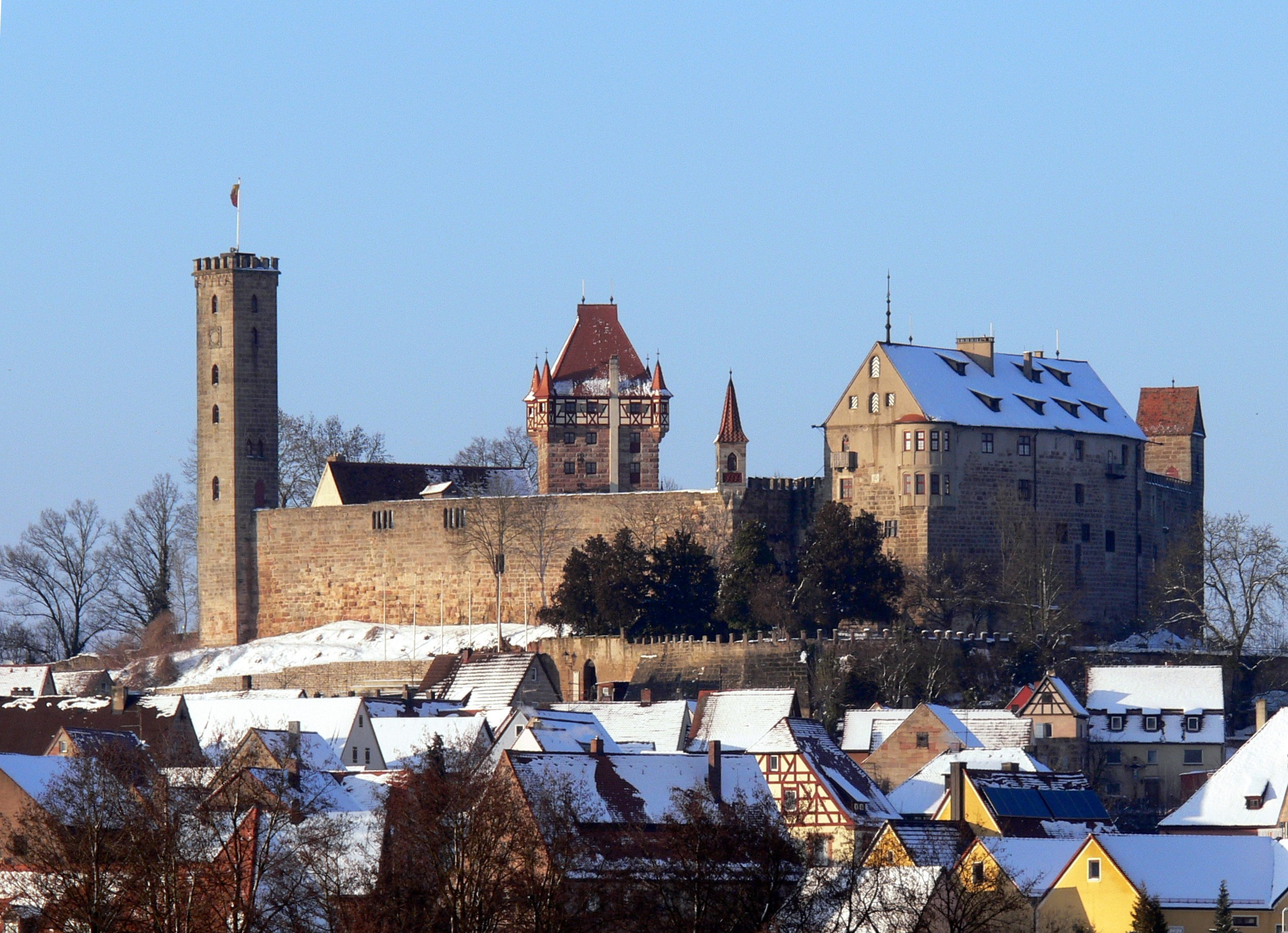
Burg
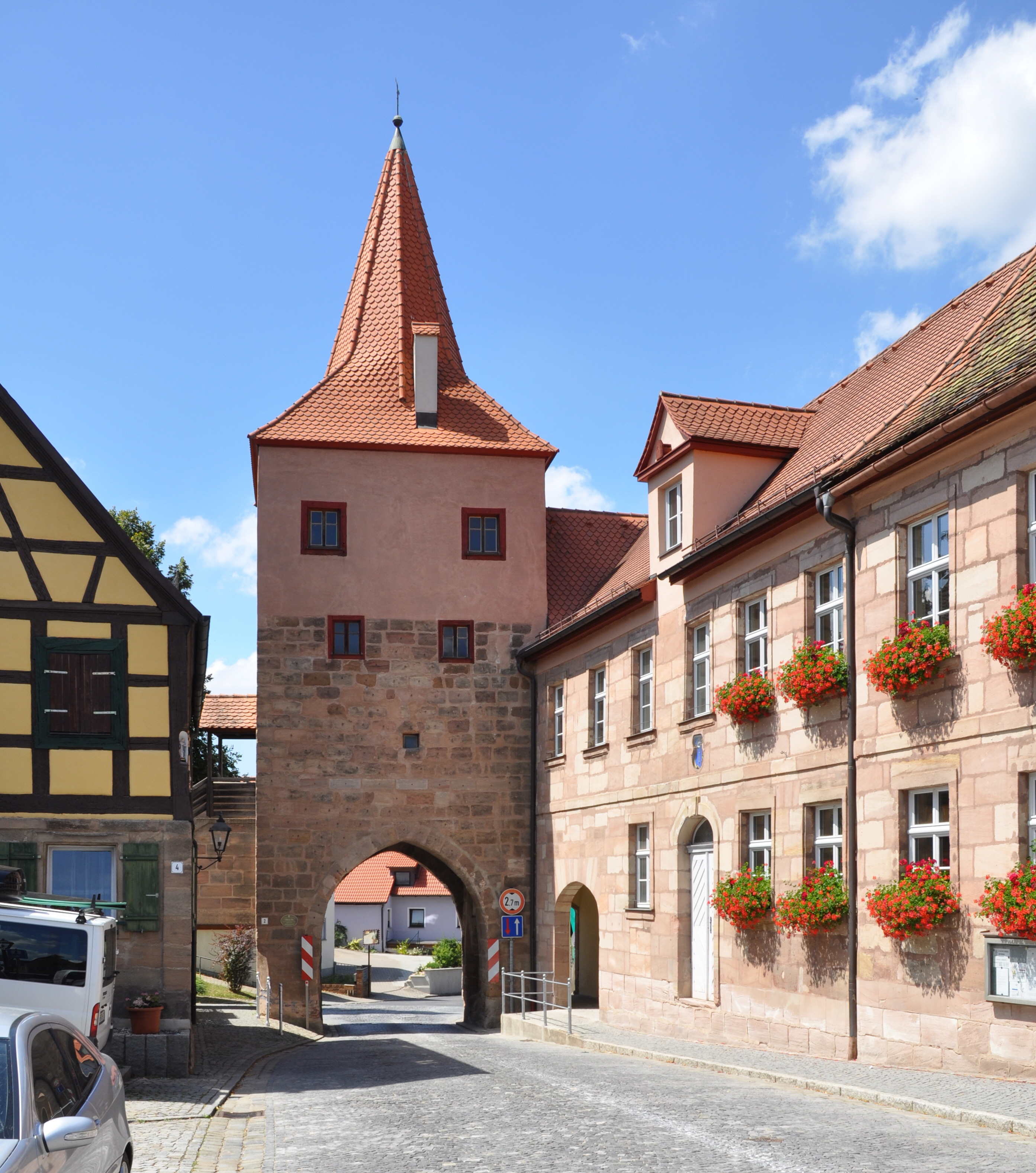
Oberes Tor
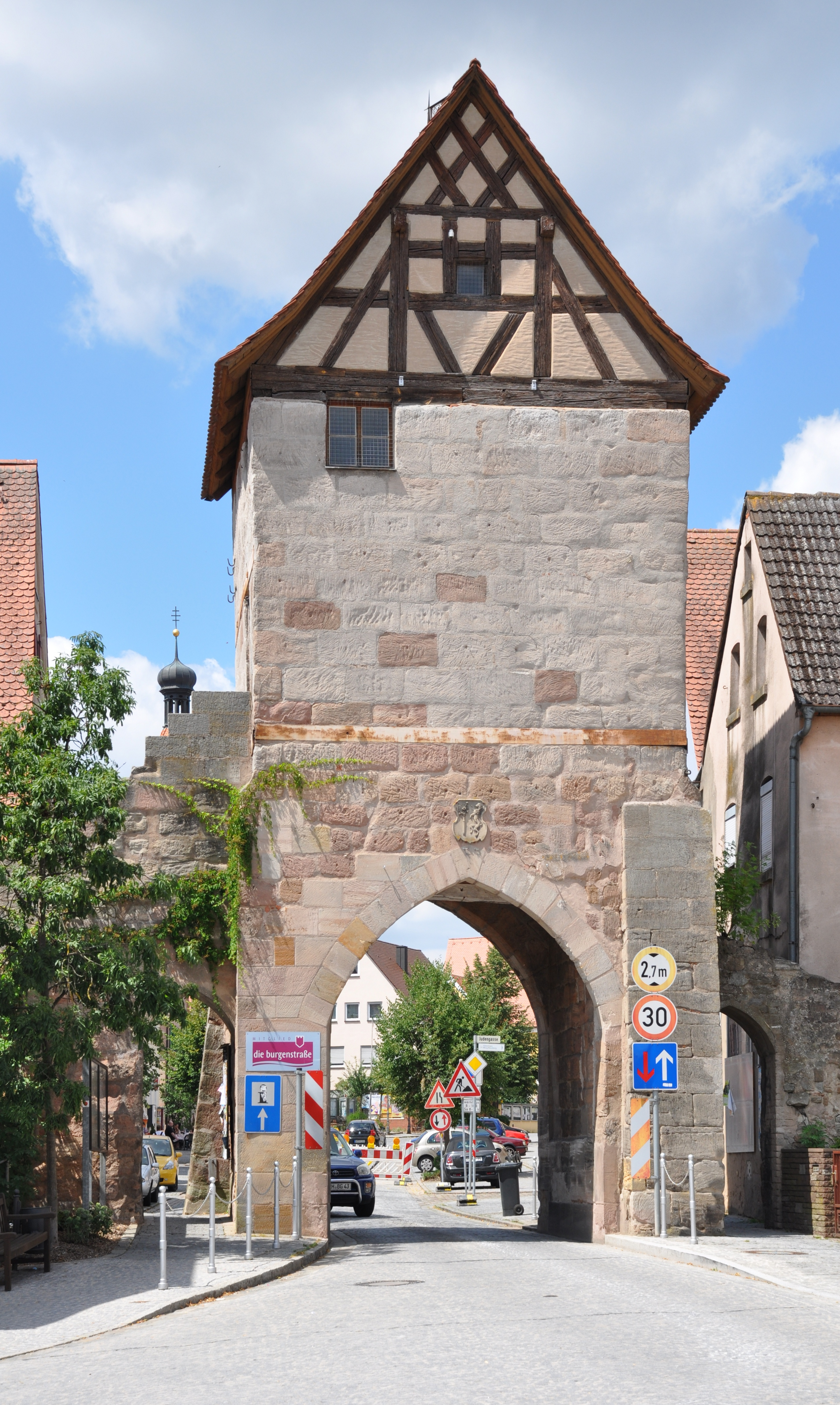
Unteres Tor

## Beschreibung
Die Marktstraße ist durch ausschließlich zweigeschossige bürgerliche Bebauung geprägt. Die älteren Häuser sind meist giebelständige Putzbauten, unter dem Putz ist wohl häufig Fachwerk vorhanden. Die jüngeren Bauten,
seit der Mitte des 19. Jahrhunderts errichtet, sind meist traufseitige Sandsteinquaderhäuser. Das Straßenbild wird auch durch die ziegelgedeckten Satteldächer bestimmt. Am Stillaplatz steht das Pfleg- und Kastenhaus der 1796 zu Ende gegangenen eichstättischen Herrschaft. Der barocke Bau von Gabriel de Gabrieli wurde zum Rathaus. Daneben heben sich das Pfarrhaus und die Pfarrkirche St. Jakob von der übrigen Bebauung ab. Diese beherrscht im Süden den Stillaplatz. Die Kleinhausbebauung des 17. bis 19. Jahrhunderts begrenzt an der Westseite den ehemaligen Friedhofsbereich mit ein- und zweigeschossigen Satteldachbauten, die an der Rückseite Reste der westlichen Stadtmauer berühren. Nach Norden, am Burgberghang gelegen, schließt der Burgsteig mit seiner lockeren bis zum Kleinhaus abgestuften Bebauung an.